# Władysław Maćkowiak
Blahoslavený Władysław Maćkowiak (27. listopadu 1910, Sytki – 4. března 1942, Berezwecz) byl polský římskokatolický duchovní, oběť nacistického pronásledování církve. Katolickou církví je uctíván jako blahoslavený mučedník.

## Život
Narodil se v Sytkách ve farnosti Drohiczyn. Po absolvování gymnázia byl přijat do kněžského semináře ve Vilniusu. Dne 18. června 1939 byl vysvěcen na kněze. Bohoslovecká studia absolvoval s titulem magistra teologie na Vilniuské univerzitě. Během léta roku 1939 začal působit jako kaplan ve farnosti ve vsi Ikaźń. Dne 3. prosince 1941 byl zatčen gestapem a uvězněn v Brasławi. Poté byl 4. března 1942 vyvezen do lesa Borek u Berezwcze a zde zastřelen. Spolu s ním byli zastřeleni také kněží bl. Mieczysław Bohatkiewicz a bl. Stanisław Pyrtek.

## Beatifikace
Beatifikován byl papežem sv. Janem Pavlem II. dne 13. června 1999 ve Varšavě ve skupině 108 polských mučedníků z období druhé světové války.